# 301.ª Divisão de Infantaria (Alemanha)
A 301ª Divisão de Infantaria (em alemão:301. Infanterie-Division) foi uma unidade militar que serviu no Exército alemão durante a Segunda Guerra Mundial.

## Comandantes
| Comandante                               | Data                                        |
| ---------------------------------------- | ------------------------------------------- |
| Generalmajor Eccard Freiherr von Gablenz | ? de agosto de 1939 - 14 de outubro de 1939 |

## Área de operações
| Alemanha | agosto de 1939 - outubro de 1939 |